# Maria Mayen
Maria Mayen, née Maria Reimers à Vienne le 11 mai 1892 et morte dans cette ville le 15 juillet 1978 , est une actrice autrichienne.

## Filmographie partielle
- 1919 : Adrian Vanderstraaten de Robert Land
- 1920 : Golgatha de Peter Paul Felner

## Prix et distinctions
- 1926 : Kammerschauspielerin

## Sources de la traduction
- (de) Cet article est partiellement ou en totalité issu de l’article de Wikipédia en allemand intitulé « Maria Mayen » (voir la liste des auteurs).